# 歌棄郡
歌棄郡（日语：／ Utasutsu gun */?）為過去日本北海道後志支廳轄下的郡，轄區包含現在壽都町的部份區域和黑松內町的部份區域。已於1955年1月15日因無管轄町村而廢除。
郡名源自阿伊努語的「ota-sut」（沙地的根部）。

## 沿革

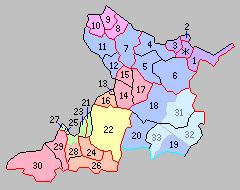
北海道一・二級町村制施行時歌弃郡下辖町村（23.歌弃村 24.热郛村 绿：寿都町 下橙：黑松内町）

- 1869年8月15日：北海道設置11國86郡，後志國歌棄郡成立。
- 1897年11月：北海道實施支廳制，此時歌棄郡下轄潮路村、有戶村、種前村、美谷村、熱郛村、作開村。[2]（6村）
- 1906年4月1日：潮路村、有戶村、種前村、美谷村合併為歌棄村，並成為北海道二級村。[3]（3村）
- 1915年4月1日：熱郛村、作開村合併成熱郛村，並成為北海道二級村。（2村）
- 1955年1月15日：歌棄村併入壽都郡壽都町，熱郛村與壽都郡黑松內村、樽岸村合併為三和村（現在的黑松內町）[4]。同時歌棄郡因無管轄町村而廢除。